# Video
El video (en Hispanoamérica) o vídeo (en España y Guinea Ecuatorial[cita requerida]) es la tecnología de grabación, procesamiento, almacenamiento, transmisión de imágenes y reconstrucción por medios electrónicos digitales o analógicos de una secuencia de imágenes que representan escenas en movimiento. Etimológicamente, proviene del verbo latino video (pronunciado como /vídeo/ en esa lengua), vides, videre, que se traduce como el verbo 'ver'. Se suele aplicar este término a la señal de vídeo y muchas veces se usa la denominación «el video» o «la video» a modo de abreviatura del nombre completo de la misma.
La tecnología de video fue desarrollada por primera vez para los sistemas de televisión, pero ha derivado en muchos formatos para permitir la grabación de video de los consumidores y que además pueda ser visto a través de Internet.
En algunos países se llama así también a una grabación de imágenes y sonido en cinta magnética o en disco óptico, aunque con la aparición de estos últimos dicho término se identifica generalmente con las grabaciones anteriores en cinta magnética, del tipo VHS, Betamax. Muchos videos se cuelgan en sitios web, como por ejemplo YouTube, que contiene diferentes tipos de reproducciones.
Inicialmente la señal de video está formada por un número de líneas agrupadas en varios cuadros, y estos a la vez divididos en dos campos portan la información de luz y color de la imagen. El número de líneas, de cuadros y la forma de portar la información del color depende del estándar de televisión concreto. La amplitud de la señal de video es de 1Vpp (1 voltio de pico a pico) estando la parte de la señal que porta la información de la imagen por encima de 0V y la de sincronismos por debajo el nivel de 0V. La parte positiva puede llegar hasta 0,7V para el nivel de blanco, correspondiendo a 0V el negro y los sincronismos son pulsos que llegan hasta -0,3V. En la actualidad hay multitud de estándares diferentes, especialmente en el ámbito informático.

## Partes de la señal de video analógica
La señal de video consta de lo que se llama luminancia, crominancia y de señales de sincronismo. La amplitud se sitúa entre los -0,3 V del nivel inferior del sincronismo hasta los 0,7 V que corresponde al blanco. La señal propia es la referida a la luminancia con los sincronismos, a la que se le añade la señal de crominancia, con su sincronía propia, que es la salva de color, de tal forma que la crominancia se superpone a la señal de luminancia.
El ancho de banda de la señal de luminancia suele ser del orden de 5 MHz, pero depende del sistema empleado. La crominancia es una señal que modula en cuadratura (es decir en amplitud y en fase) a una señal portadora denominada «subportadora de color» cuya frecuencia es próxima a la parte alta de la banda, que en el sistema estadounidense NTSC es de 3,58 MHz y en el sistema europeo PAL es de 4,43 MHz. Esta frecuencia tiene relación con el resto de frecuencias fundamentales de la señal de video que están referidas a la frecuencia de campo que toma como base, por cuestiones históricas, la frecuencia de la red de suministro eléctrico, 50 Hz en Europa y otros países y 60 Hz en la mayor parte de América.

### Estándares de codificación de la imagen
Existen estándares diferentes para la codificación del color: NTSC, SECAM (usado en Francia, sus dependencias y excolonias; mayoría de Rusia hasta la llegada de la televisión digital) y PAL (resto de Europa; Argentina, Brasil, Groenlandia y Uruguay en América; mayoría de África, Asia y Oceanía).

### Sincronismos
En lo referente a los sincronismos se distinguen tres clases, de línea u horizontales, de campo o verticales y los referentes al color. Los sincronismos de línea indican donde comienza y acaba cada línea de la imagen de video y se dividen en pórtico anterior, pórtico posterior y pulso de sincronismo.
Los sincronismos verticales son los que indican el comienzo y el final de cada campo. Están compuestos por los pulsos de igualación o ecualización anterior, pulsos de sincronismo, pulsos de igualación posterior y líneas de guarda, en las cuales se inserta hoy en día servicios tales como el teletexto.

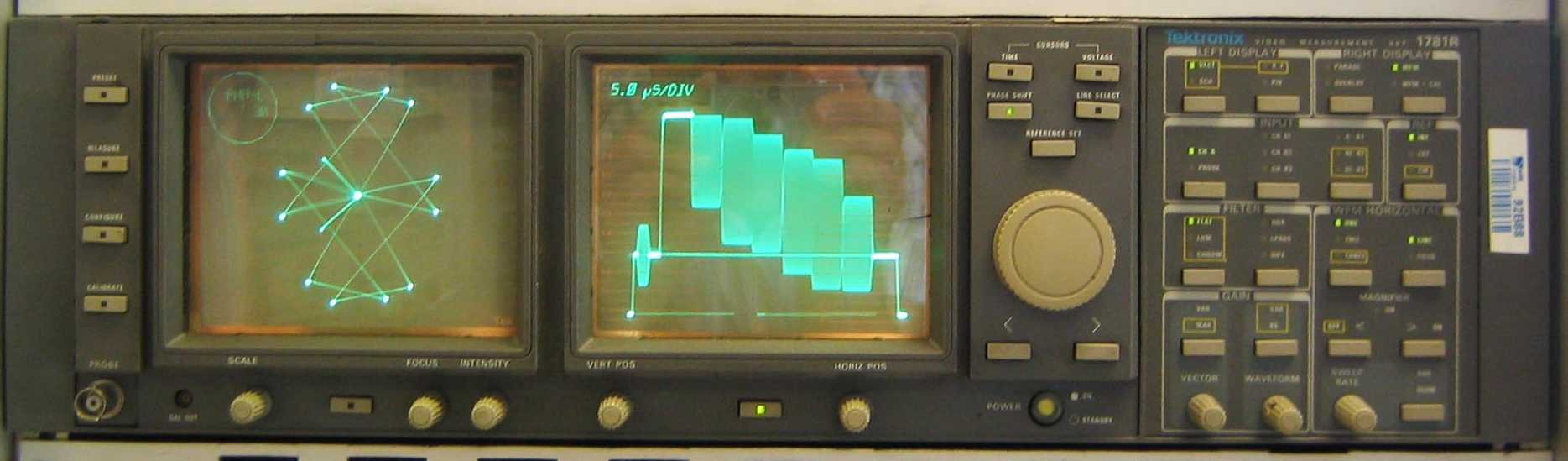
Barras de color EBU vistas en un MFO y un vectoscopio.

La frecuencia de los pulsos de sincronismo depende del sistema de televisión. En los países que usan normas de codificación americanas, la imagen tiene 525 líneas por cuadro (262,5 por cada campo), 60 campos (30 imágenes o cuadros) por segundo y sincronismo horizontal de 15.750 Hz, mientras que en los países que usan normas europeas, se utilizan 625 líneas por cuadro (312,5 por cada campo), 50 campos por segundo (25 cuadros) y sincronismo horizontal de 15.625 Hz. Estas cifras se derivan de la frecuencia de la red eléctrica pública en las que, antiguamente, se enganchaban los osciladores de los receptores.
En lo referente al color, en todos los estándares se modula una portadora con la información del color. En NTSC y PAL lo que se hace es una modulación en amplitud para la saturación, y en fase para el tinte, en lo que se llama modulación en cuadratura. El sistema PAL alterna 180° en cada línea la fase de la portadora para compensar distorsiones de la transmisión. El sistema SECAM solo realiza modulación en frecuencia de cada componente de color.

## Características de los flujos de video

### Número de fotogramas por segundo
Los estándares de origen europeo PAL y SECAM especifican 25 cuadros por segundo, mientras que NTSC específica 29,97 cuadros por segundo. El cine es más lento con una velocidad de 24 cuadros por segundo, lo que complica un poco el proceso de transferir una película de cine a video. Para lograr la ilusión de una imagen en movimiento, la velocidad mínima de carga de las imágenes es de unas quince imágenes por segundo, sin embargo el ojo humano puede distinguir movimiento mucho más fluido por encima de los 48 fotogramas por segundo.

### Sistemas de barrido

#### Entrelazado
La exploración entrelazada de imágenes televisivas fue desarrollada de manera independiente por el ingeniero alemán Fritz Schröter, en 1930 y por el estadounidense Randall Ballard, en 1932 para evitar el parpadeo que se produce en tales imágenes cuando son reproducidas en un tubo de imagen debido a la persistencia de los luminofósforos que componen la pantalla del mismo.
La exploración entrelazada 2/1, característica de los sistemas de televisión PAL, NTSC y SECAM así como de algunos otros desarrollados posteriormente, consiste en analizar cada cuadro de la imagen en dos semicuadros iguales denominados campos, de forma que las líneas resultantes estén se alternen por superposición. Uno de los campos contiene las líneas pares y se le denomina "campo par", mientras que el otro contiene las líneas impares y se le llama "campo impar". Al comienzo de cada uno de ellos, se sitúa el sincronismo vertical. Hay un desfase de media línea entre un campo y otro para que así el campo par explore la franja de imagen que dejó libre el campo impar. La exploración entrelazada de un cuadro de dos campos exige que el número de líneas del cuadro sea impar para que la línea de transición de un campo al otro sea divisible en dos mitades.
Las especificaciones abreviadas de la resolución de video a menudo incluyen una i para indicar entrelazado. Por ejemplo, el formato de video PAL es a menudo especificado como 576i50, donde 576 indica la cantidad de líneas verticales, i indica entrelazado, y el 50 indica 50 cuadros (y 25 imágenes) por segundo.

#### Progresivo
En los sistemas de barrido progresivo, en cada período de refresco se actualizan todas las líneas de exploración. El desarrollo de sistema de representación de imagen diferentes al tubo de imagen, como las pantallas de TFT y de plasma, han permitido desarrollar sistemas de televisión de barrido progresivo.
Un procedimiento conocido como desentrelazado puede ser utilizado para transformar el flujo entrelazado, como el analógico, el de DVD, o satélite, para ser procesado por los dispositivos de barrido progresivo, como el que se establece en los televisores TFT, los proyectores y los paneles de plasma.

### Resolución de video

Comparación de resoluciones de televisión.

El tamaño de una imagen de video se mide en píxeles para video digital, o en líneas de barrido horizontal y vertical para video analógico. En el dominio digital, (por ejemplo DVD) la televisión de definición estándar (SDTV) se especifica como 720/704/640 × 480i60 para NTSC y 768/720 × 576i50 para resolución PAL o SECAM. Sin embargo, en el dominio analógico, el número de líneas activas de barrido sigue siendo constante (486 NTSC/576 PAL), mientras que el número de líneas horizontal varía de acuerdo con la medición de la calidad de la señal: aproximadamente 320 por línea para calidad VCR, 400 píxeles para las emisiones de televisión, y 720 píxeles para DVD. Se conserva la relación de aspecto por falta de píxeles «cuadrados».
Los nuevos televisores de alta definición (HDTV) son capaces de resoluciones de hasta 1920 × 1080p60, es decir, 1920 píxeles por línea de barrido por 1080 líneas, a 60 fotogramas por segundo.
La resolución de video en 3D para video se mide en voxels (elementos de volumen de imagen, que representan un valor en el espacio tridimensional). Por ejemplo, 512 × 512 × 512 voxels, de resolución, se utilizan ahora para video 3D simple, que pueden ser mostrados incluso en algunas PDA.

### Relación de aspecto

Comparación de las relaciones de aspecto de la cinematografía común (rojo) y la televisión tradicional (verde).

La relación de aspecto se expresa por la anchura de la pantalla en relación con la altura. El formato estándar hasta el momento en que se comenzó con la estandarización de la televisión de Alta resolución tenía una relación de aspecto de 4/3. El adoptado es de 16/9. La compatibilidad entre ambas relaciones de aspecto se puede realizar de diferentes formas.
Una imagen de 4/3 que se vaya a ver en una pantalla de 16/9 puede presentarse de tres formas diferentes:
- Con barras negra verticales a cada lado (pillarbox). Manteniendo la relación de 4/3 pero perdiendo parte de la zona activa de la pantalla.
- Agrandando la imagen hasta que ocupe toda la pantalla horizontalmente. Se pierde parte de la imagen por la parte superior e inferior de la misma.
- Deformando la imagen para adaptarla al formato de la pantalla. Se usa toda la pantalla y se ve toda la imagen, pero con la geometría alterada (los círculos se ven elipses con el diámetro mayor orientado de derecha a izquierda).

Una imagen de 16/9 que se vaya a ver en una pantalla de 4/3, de forma similar, tiene tres formas de verse:
- Con barras horizontales arriba y abajo de la imagen (letterbox). Se ve toda la imagen pero se pierde tamaño de pantalla (hay varios formatos de letterbox dependiendo de la parte visible de la imagen que se vea (cuanto más grande se haga más se recorta), se usan el 13/9 y el 14/9).
- Agrandando la imagen hasta ocupar toda la pantalla verticalmente, perdiéndose las partes laterales la imagen.
- Deformando la imagen para adaptarla a la relación de aspecto de la pantalla. se ve toda la imagen en toda la pantalla, pero con la geometría alterada (los círculos se ven elipses con el diámetro mayor orientado de arriba abajo).

### Espacio de color y bits por píxel
El nombre del modelo del color describe la representación de color de video. El sistema YIQ se utilizó en la televisión NTSC. Se corresponde estrechamente con el sistema YUV utilizado en la televisión NTSC y PAL; y con el sistema YDbDr utilizado por la televisión SECAM.
El número de colores distintos que pueden ser representados por un pixel depende del número de bits por pixel (bpp). Una forma de reducir el número de bits por píxel en video digital se puede realizar por submuestreo de croma (por ejemplo, 4:2:2, 4:1:1, 4:2:0).

### Calidad de video
La calidad de video se puede medir con métricas formales como PSNR o subjetivas con calidad de video usando la observación de expertos.
La calidad de video subjetiva de un sistema de procesamiento de video puede ser evaluada como sigue:
- Elige las secuencias de video (el SRC) a usar para la realización del test.
- Elige los ajustes del sistema a evaluar (el HRC).
- Elige un método de prueba para presentar las secuencias de video a los expertos y recopilar su valoración.
- Invita a un número suficiente de expertos, preferiblemente un número no menor de 15.
- Realiza las pruebas.
- Calcula la media para cada HRC basándote en la valoración de los expertos o no expertos.

Hay muchos métodos de calidad de video subjetiva descritos en la recomendación BT.500. de la ITU-T. Uno de los métodos estandarizados es el Double Stimulus Impairment Scale (DSIS). En este método, cada experto ve una referencia intacta del video seguida de una versión dañada del mismo video. El experto valora entonces el video dañado utilizando una escala que va desde “los daños son imperceptibles” hasta “los daños son muy molestos”.

### Método de compresión de video (solo digital)
Se usa una amplia variedad de métodos para comprimir secuencias de video. Los datos de video contienen redundancia temporal, espacial y espectral. En términos generales, se reduce la redundancia espacial registrando diferencias entre las partes de una misma imagen (frame); esta tarea es conocida como compresión intraframe y está estrechamente relacionada con la compresión de imágenes. Así mismo, la redundancia temporal puede ser reducida registrando diferencias entre imágenes (frames); esta tarea es conocida como compresión interframe e incluye la compensación de movimiento y otras técnicas. Los estándares por satélite, y MPEG-4 usado para los sistemas de video domésticos.

### Tasa de bits (solo digital)
La tasa de bits es una medida de la tasa de información contenida en un flujo o secuencia de video. La unidad en la que se mide es bits por segundo (bit/s o bps) o también Megabits por segundo (Mbit/s o Mbps). Una mayor tasa de bits permite mejor calidad de video. Por ejemplo, el VideoCD, con una tasa de bits de cerca de 1Mbps, posee menos calidad que un DVD que tiene una tasa de alrededor de 20Mbps. La VBR (Variable Bit Rate – Tase de Bits Variable) es una estrategia para maximizar la calidad visual del video y minimizar la tasa de bits. En las escenas con movimiento rápido, la tasa variable de bits usa más bits que los que usaría en escenas con movimiento lento pero de duración similar logrando una calidad visual consistente. En los casos de vídeo streaming en tiempo real y sin buffer, cuando el ancho de banda es fijo (por ejemplo en videoconferencia emitida por canales de ancho de banda constante) se debe usar CBR (Constant Bit Rate – Tasa de Bits Constante).

## Video estereoscopio
El video estereoscopio requiere de plástico rojo o cían, el cual proporciona la forma de ver las imágenes discretamente para formar una vista espectroscópica del contenido. Los discos HD DVD y Blu-Ray mejoran en gran medida el efecto 3D en los programas estéreo codificados por colores. Los primeros reproductores HD disponibles comercialmente debutaron en el NAB Show de abril de 2006 en Las Vegas, Nevada, Estados Unidos.

## Formatos de video
| Estándares de dispositivos de video | Estándares de conectores de video |
| - Estándares digitales: - ATSC (Países norteamericanos, Corea del Sur, Guam, Islas Vírgenes de los Estados Unidos, El Salvador, Puerto Rico y República Dominicana) - DTMB (China, Cuba, Hong Kong y Macao) - DVB-T (Europa, algunas naciones caribeñas, Colombia, Guayana Francesa, Islas Malvinas, Panamá y Surinam) - ISDB-T (Japón y algunos países africanos y asiáticos) - SBTVD (Variante brasileña de ISDB-T, Brasil y otros países sudamericanos y centroamericanos) - Estándares analógicos: - MAC (Europa, Estándar obsoleto) - MUSE (Estándar de Japón para televisión analógica de Alta Definición) - NTSC (Norteamérica, Japón, Centro y Suramérica, excepto Argentina, Brasil, Paraguay y Uruguay) - PAL (Europa, Asia, Australia, Argentina, Brasil, Paraguay y Uruguay) - PALplus (extensión PAL solo en Europa.) - PAL-M (variación de PAL solo para Brasil.) - SECAM (Francia, URSS y África central.) | - Video compuesto (1 RCA o BNC) - Video componentes (3 RCA o BNC) - D4 video connector (nuevo para HDTV) - S-Video (para video separado, 1 mini-DIN) - SCART Euroconector / Peritel (usado en Europa) - DVI (solo video no comprimido). HDCP opcional - HDMI (video y audio no comprimido). HDCP mandato. - RFs (para Radiofrecuencia conector coaxial) - BNC (Bayonet Niell-Concelman) - conector C (conector Concelman) - conector GR (conector General Radio) - conector F (usado para instalaciones domésticas de televisión en EE. UU.) - IEC 169-2 (IEC connector, usado habitualmen en Gran Bretaña) - conector N (conectorNiell) - TNC connector (Threaded Niell-Concelman) - UHF (e.g. PL-259/SO-239) - SDI y HD-SDI - VGA (DB-9/15 or mini sub D15) - Mini-VGA (usado por ordenadores o computadores portátiles) |